# St. John's Wood (metropolitana di Londra)
St. John's Wood è una stazione della linea Jubilee della metropolitana di Londra.

## Storia
La stazione fu aperta il 20 novembre 1939 in una nuova sezione di gallerie di livello profondo costruita tra Baker Street e Finchley Road quando le corse della linea Metropolitan sulla diramazione per Stanmore furono passate alla linea Bakerloo. Fu passata insieme al resto della diramazione per Stanmore alla linea Jubilee quando quest'ultima aprì nel 1979.
Con l'apertura della stazione di St. John's Wood, due stazioni vicine della Metropolitan Line furono chiuse: Lord's (che era stata aperta originariamente nel 1868 con il nome di St John's Wood Road) e Marlborough Road.
L'edificio della stazione è situato all'incrocio di Acacia Road e Wellington Road e le mappe della metropolitana tra il 1938 ed il 1939 indicano che originariamente si sarebbe dovuta chiamare Acacia Road. Questa stazione è la più vicina al Lord's Cricket Ground ed agli Abbey Road Studios. Per questo motivo alla stazione si vendono souvenir legati ai Beatles.
St. John's Wood è la risposta ad un quesito popolare: "Quale stazione della metropolitana è l'unica a non avere lettere in comune con la parola 'Mackerel'?"

## Struttura e impianti
Passano per la stazione circa 6,6 milioni di passeggeri all'anno

## Galleria d'immagini

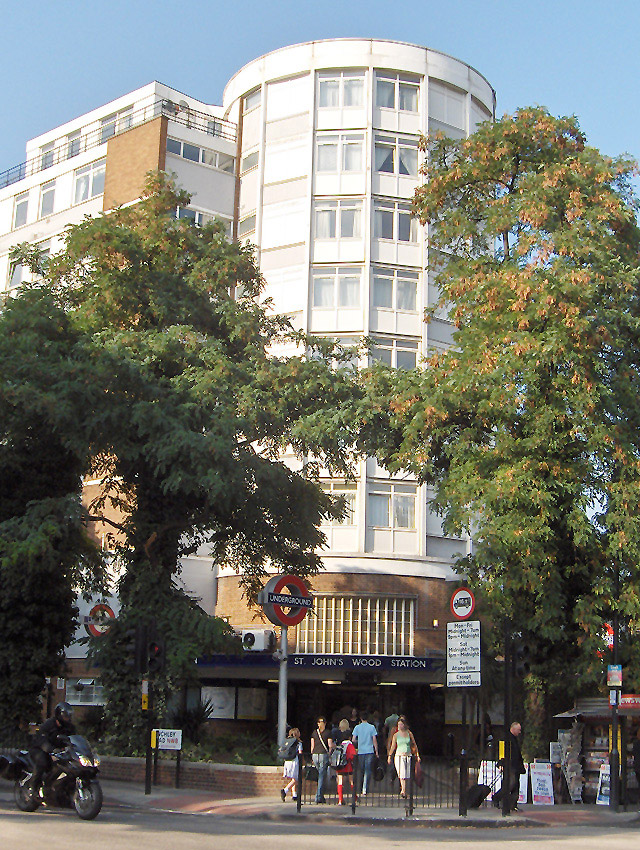
Entrata della stazione (settembre 2006)
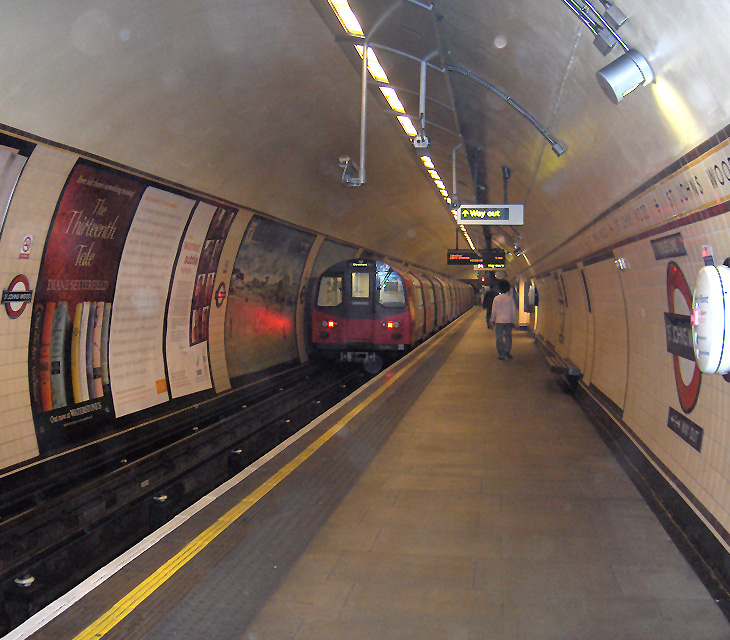
Binario direzione sud (settembre 2006)
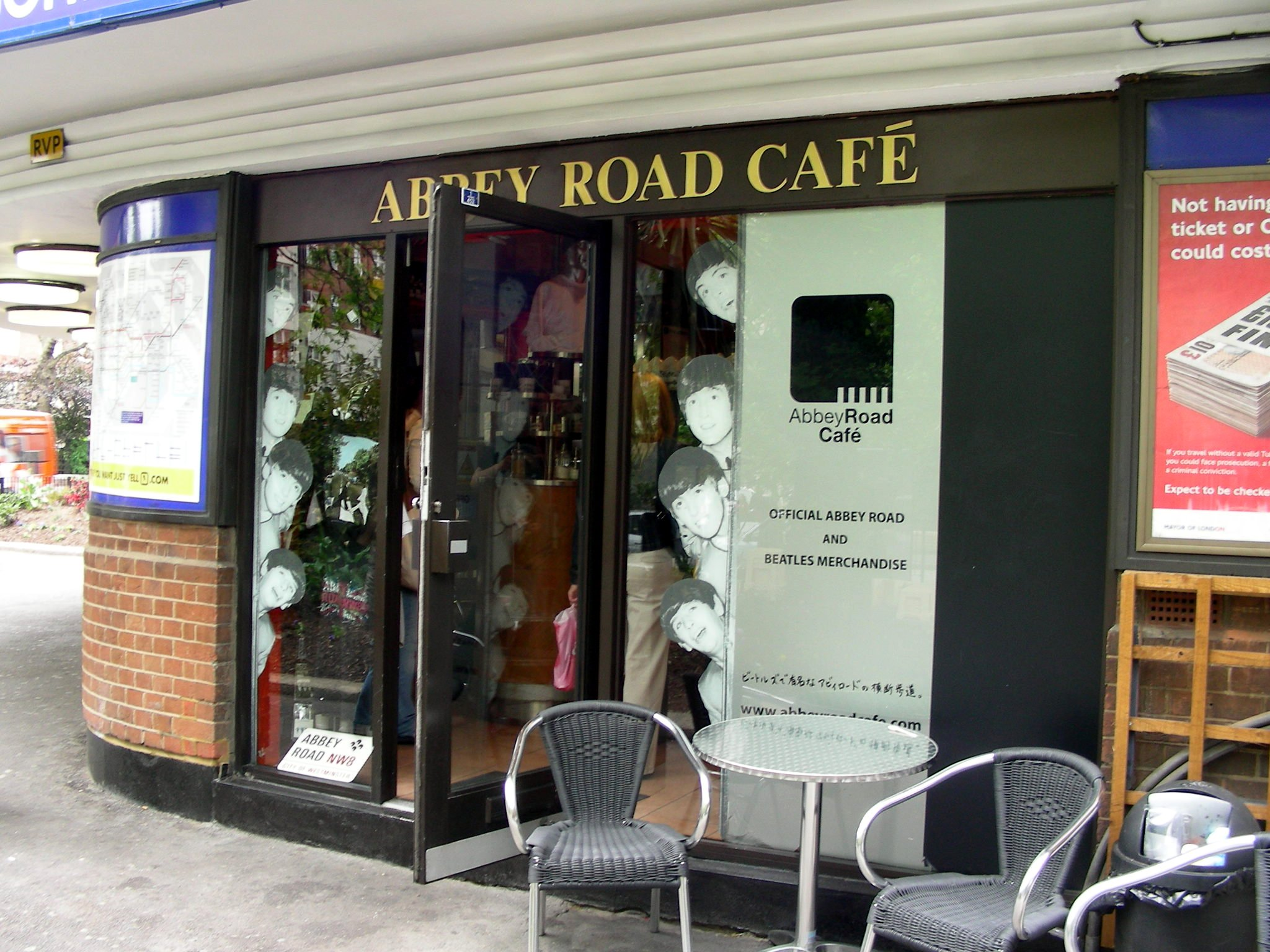
Abbey Road Cafe all'uscita della stazione (maggio 2006)
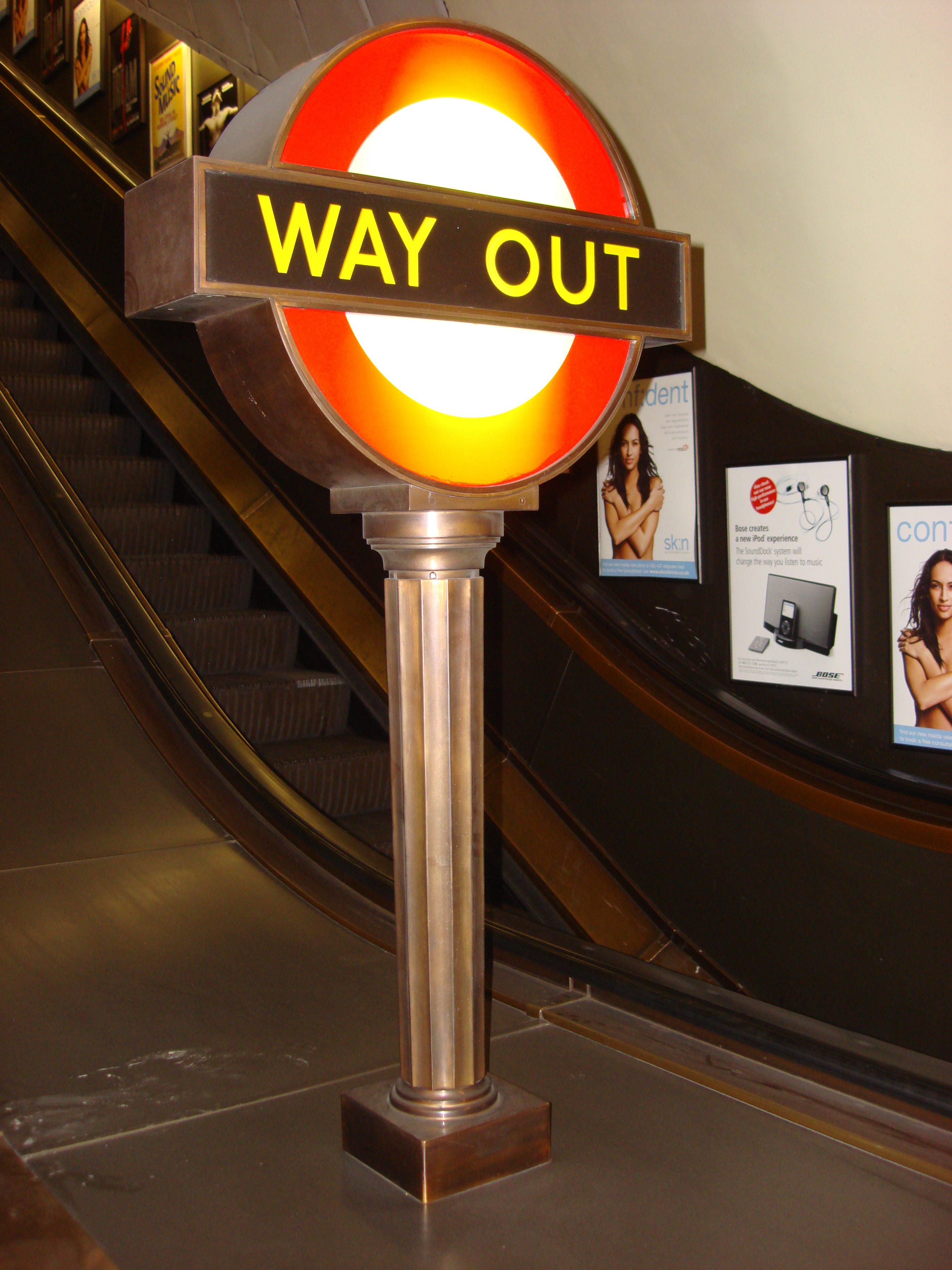
Segnale di uscita in fondo alle scale mobili (marzo 2007)